# Bursinia genei
Bursinia genei är en insektsart som först beskrevs av Dufour 1849.  Bursinia genei ingår i släktet Bursinia och familjen Dictyopharidae. Inga underarter finns listade i Catalogue of Life.